# 바우그뤼그
바우그뤼그(고대 노르드어: Baugrygr) 또는 링크비나(고대 노르드어: Ringkvinna)는 바이킹 시대의 노르드인 사회에서 아버지 또는 남자형제가 사망함에 따라 가독을 상속받아 일시적으로 가장이 된 미혼 여성을 가리킨 말이다. 아이슬란드의 『그라가스』, 노르웨이의 『프로스타팅법』, 『굴라팅법』 등에 언급된다.
바이킹 사회에서 미혼 여성 전반은 메르(maer) 혹은 메위(mey)라고 했으며, 일정한 독립적 권리를 가졌다. 20세가 되면 성년이 되었고 자신의 거주지를 결정할 권리를 비롯해 법 앞에서 독립된 성인으로서의 권리를 가졌다. 이런 권리는 과부에게도 동일하게 적용되었다. 다만 혼처는 집안 전체의 문제로서 가장이 결정했기 때문에 결혼 상대를 결정할 권리는 미혼 여성 본인에게 없었다.
남성 가장이 죽었는데 달리 가독을 상속받을 남자 친척이 없으면 여성이 가독을 상속받을 수 있었다. 그 여성에게 아들이 있다면 아들이 상속받으므로 딸만 있는 과부 내지 미혼 여성의 경우에만 가장이 될 수 있었다. 이렇게 해서 가장이 된 여성을 바우그뤼그 또는 링크비나라고 한다. 바우그뤼그는 결혼 또는 재혼하기 전까지 가장으로서 모든 권리를 행사할 수 있었다. 결혼하면 가독과 권리는 남편의 가문으로 흡수되어 사라진다. 남성 친척이 없을 때 재산을 상속받을 수 있는 권리는 고인의 고모, 친조카, 친손녀에게도 있었으며 이 상속권은 오달크비나(odalkvinna)라고 한다. 하지만 재산 정도가 아니라 가독을 상속받아 가장이 될 수 있는 링크비나의 권리는 고인의 딸이나 누이에게만 있었다.
이러한 제도는 기독교가 전래된 이후 형해화되기 시작하여 13세기 후반 이후로는 어느 법전에서도 찾을 수 없는 것이 되어 사라졌다.

## 참고 자료
1. 1 2 3  Borgström Eva (스웨덴어): Makalösa kvinnor: könsöverskridare i myt och verklighet (Marvelous women: genderbenders in myth and reality) Alfabeta/Anamma, Stockholm 2002. ISBN 91-501-0191-9 (inb.). Libris 8707902.

- Borgström Eva (2002) Makalösa kvinnor: könsöverskridare i myt och verklighet (Stockholm: Alfabeta/Anamma) ISBN 91-501-0191-9 (스웨덴어)
- Ohlander, Ann-Sofie & Strömberg, Ulla-Britt ( 2008)  Tusen svenska kvinnoår: svensk kvinnohistoria från vikingatid till nutid  (Stockholm: Norstedts Akademiska Förlag)  ISBN 9789172275249 (스웨덴어)